# Henryk Sławik

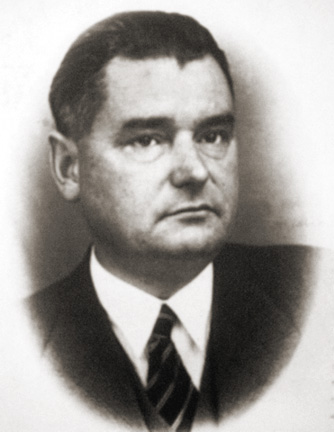
Henryk Sławik

Henryk Sławik (* 1894 in Bad Königsdorff-Jastrzemb, Oberschlesien; † 23. oder 24. August 1944 im KZ Gusen I) war ein polnischer Politiker, Diplomat und Sozialarbeiter, der während des Zweiten Weltkriegs durch Ausstellen falscher polnischer Pässe 5000 ungarische und polnische Juden aus Budapest vor dem Holocaust bewahrte.
Henryk Sławik wurde in Timmendorf (poln. Szeroka, Stadtteil von Bad Königsdorff-Jastrzemb) in Oberschlesien als der fünfte Sohn einer armen Familie von Kleinbauern geboren. Seine Mutter schickte ihn aufs Gymnasium. Nach seinem Abschluss meldete sich Sławik freiwillig zur polnischen Armee. Danach ging er zur Polizei und arbeitete bis 1939 als Polizist in Schlesien. Zur selben Zeit war Sławik ein aktives Mitglied des rechten Flügels der Polnischen Sozialistischen Partei.
Nach dem deutschen Angriff 1939 trat Sławik einer mobilen Polizeiabteilung bei, die zur Armia Kraków gehörte. Er kämpfte in den Rückzugsgefechten entlang der nördlichen Karpaten. Seine Abteilung wurde der 2. Gebirgskämpfer-Brigade zugeteilt, mit der er die in die Slowakei führenden Gebirgspässe verteidigte.
Am 15. September wurde Sławik und seinen Männern befohlen, sich zur neugebildeten Grenze mit Ungarn zurückzuziehen. Am 17. September, nachdem die Sowjetunion Polen den Krieg erklärt hatte, überquerte Sławik die Grenze und wurde als Kriegsgefangener interniert. József Antall Senior, der Vater des späteren ungarischen Premierministers (József Antall Jr.) und im ungarischen Innenministerium verantwortlich für die zivilen Flüchtlinge, entdeckte Sławik in einem der Lager. Dank seiner ausgezeichneten Deutschkenntnisse brachte man Sławik nach Budapest und erlaubte ihm, das „Bürgerkomitee zur Hilfe polnischer Flüchtlinge“ („Komitet Obywatelski ds. Opieki nad Polskimi Uchodźcami“) zu gründen. Zusammen mit József Antall Senior organisierte er Arbeit für die Exilanten, gründete Schulen und Waisenhäuser. Er baute außerdem heimlich eine Organisation auf, deren Ziel es war, den ausgewanderten Polen die Ausreise nach Frankreich oder in den Nahen Osten zu ermöglichen. Diese sollten dort der polnischen Armee beitreten. Sławik war auch ein Abgeordneter des polnischen Exilparlaments.
Nachdem die ungarische Regierung die Rassengesetze erlassen hatte und die polnischen Flüchtlinge jüdischer Herkunft von ihren Landsleuten trennte, begann Sławik ihnen falsche Dokumente auszustellen, die ihnen polnische Herkunft und katholischen Glauben bezeugten. Außerdem half er vielen hundert polnischen Juden, zu den jugoslawischen Partisanen zu gelangen. Auf seine Initiative ging die Einrichtung eines Waisenhauses für jüdische Waisen (offizieller Name: Waisenhaus für Kinder polnischer Offiziere) in Vác zurück. Um den Schein zu wahren, wurden die Kinder von katholischen Kirchenführern besucht, wobei der bemerkenswerteste Angelo Rotta war.
Nachdem die Deutschen im März 1944 Ungarn besetzt hatten, ging Sławik in den Untergrund und forderte die meisten der unter seinem Kommando stehenden Flüchtlinge auf, Ungarn zu verlassen. Dank einer Abmachung mit dem befehlshabenden Offizier des Lagers für polnische Juden konnten alle Lagerinsassen fliehen und Ungarn verlassen. Auch die jüdischen Kinder aus dem Waisenhaus in Vac wurden evakuiert. Die Deutschen jedoch verhafteten Sławik am 19. März 1944. Trotz brutaler Folter verriet er seine ungarischen Kameraden nicht. Schließlich wurde er in das Konzentrationslager KZ Gusen I gebracht, wo er und einige seiner Helfer auf Befehl des Reichsführers SS am 23. August 1944 gehängt wurden. Seine Ehefrau überlebte das KZ Ravensbrück und fand nach dem Krieg ihre Tochter wieder, die in Ungarn von der Familie Antall versteckt worden war. Henryk Sławiks Grabstätte ist nicht bekannt.
Henryk Sławik half schätzungsweise knapp 30.000 polnischen Flüchtlingen in Ungarn. Etwa 5000 von ihnen waren Juden. Nach der Befreiung hielten die kommunistischen Regimes Polens und Ungarns die Erinnerung an seine Heldentaten wach und ehrten ihn. 1977 zeichnete das Yad-Vashem-Institut Sławik postum zusammen mit Franciszek Świder und Maria Wąskowska-Tomanek mit dem Titel des Gerechten unter den Völkern aus.
Nach Sławik sind in mehreren Städten Straßen und Plätze benannt: Budapest (Henryk Sławik rakpart), Ciechanów (ul. Henryka Sławika), Jastrzębie-Zdrój (ul. Henryka Sławika), Kattowitz (rondo Henryka Sławika und plac Sławika i Antalla), Ruda Śląska (ul. Henryka Sławika) und Warschau (pasaż Henryka Sławika).